# Комсомольская улица (Калининград)
Комсомо́льская у́лица — улица в Центральном районе Калининграда (до 1945 года — аллея Луизы в районе Хуфен Кёнигсберга).

## История
Район Хуфен на северо-западе Кёнигсберга начал застраиваться в XIX веке. В восьмидесятые годах была проложена дорога через Фрайграбен (ныне ручей Парковый), продолжилось строительство жилых домов до парка Луизенваль (ныне Центральный парк). Главная дорога получила название Хуфеналлея (ныне проспект Мира).

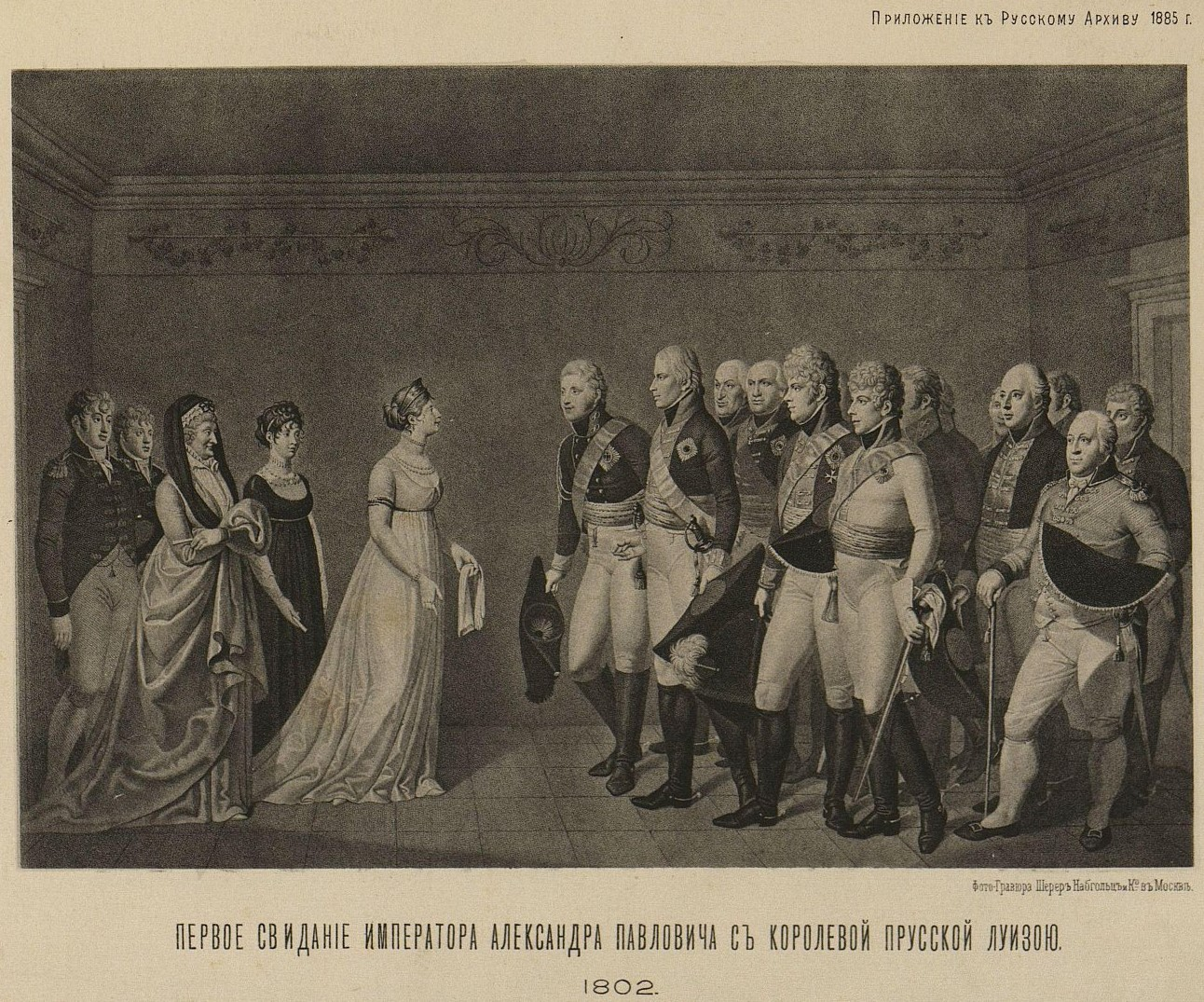
'Первое свидание Имп. Александра Павловича с королевой Прусской Луизою', 1802 г.(изд.1885,Шерер)

К концу XIX века за ручьем от Хуфеналлеи на север были проложены новые улицы, в том числе Луизеналлее, названная в честь королевы Луизы. Луизеналлея, проходящая по границе районов Средний Хуфен и Амалиенау, была предназначена для застройки виллами. В 1896 году архитектурный конкурс, организованный Восточным банком Кёнигсберга, установил негласные правила застройки Луизеналлее: ограничение высотности зданий, обязательный фахверк и многочисленные декоративные элементы. Правила также предполагали пристройку полубашни с парадной лестницей.
После того, как в тридцатых годах XX века было нарушено правило двухэтажного строительства, на улице возникли многоэтажные доходные и жилые дома.
После Второй мировой войны аллея Луизы была сначала переименована в Монтажную, а затем в Комсомольскую улицу.

## Расположены на улице

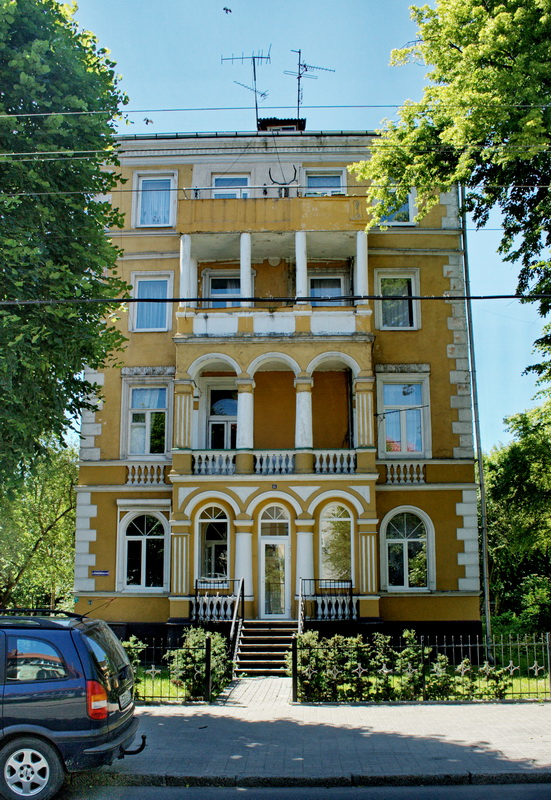
Дом 15

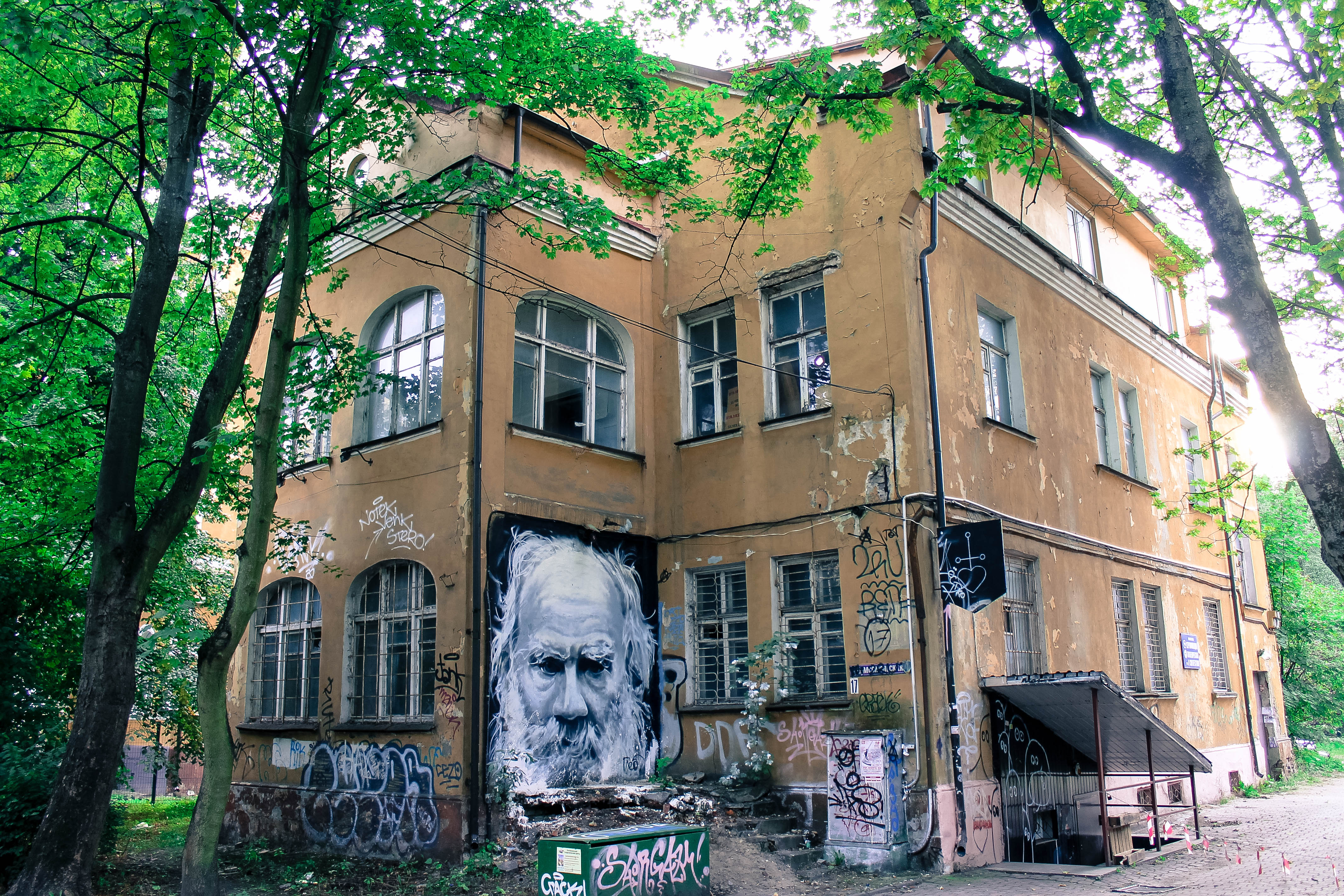
Дом 17

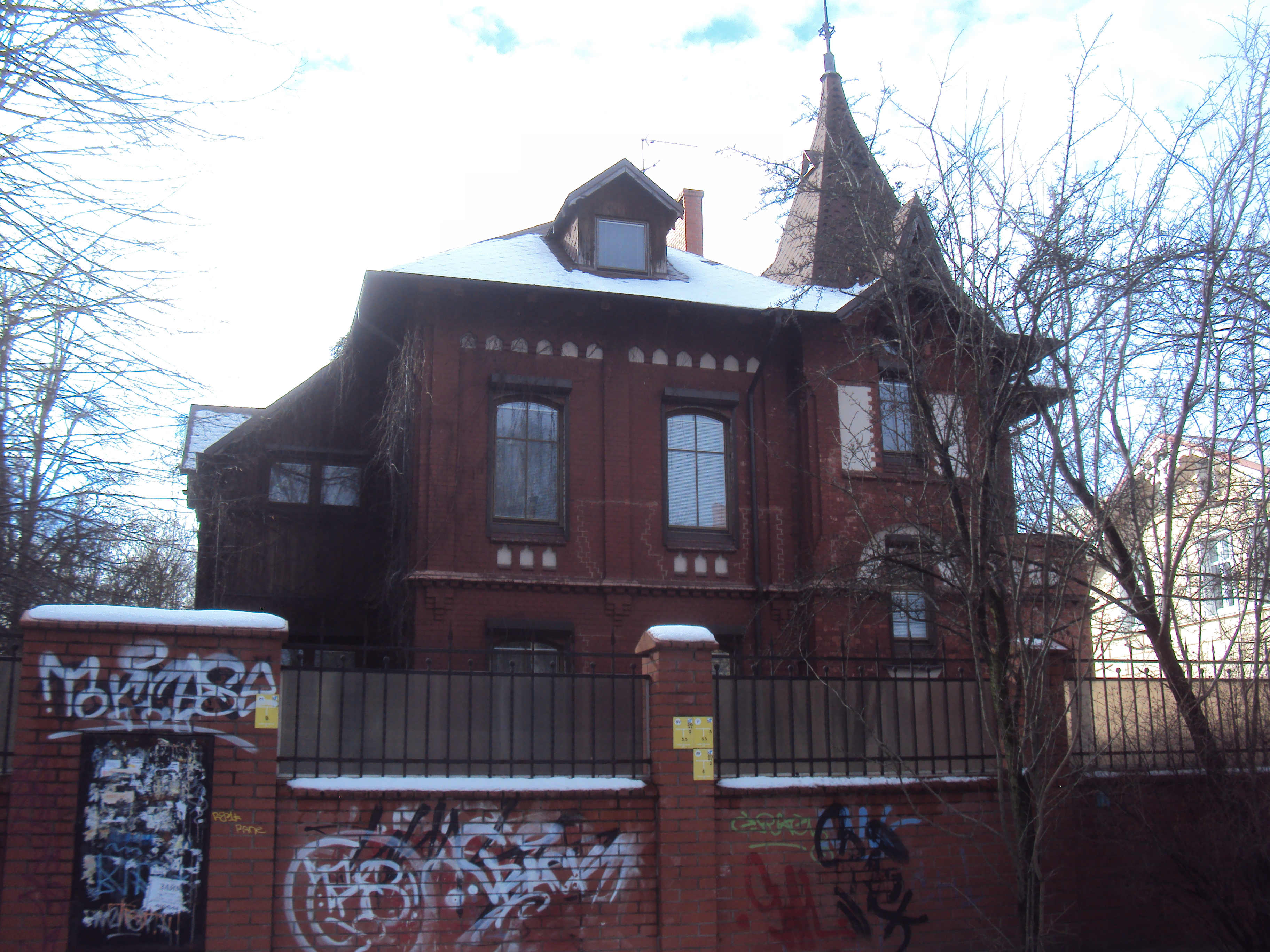
Дом 19

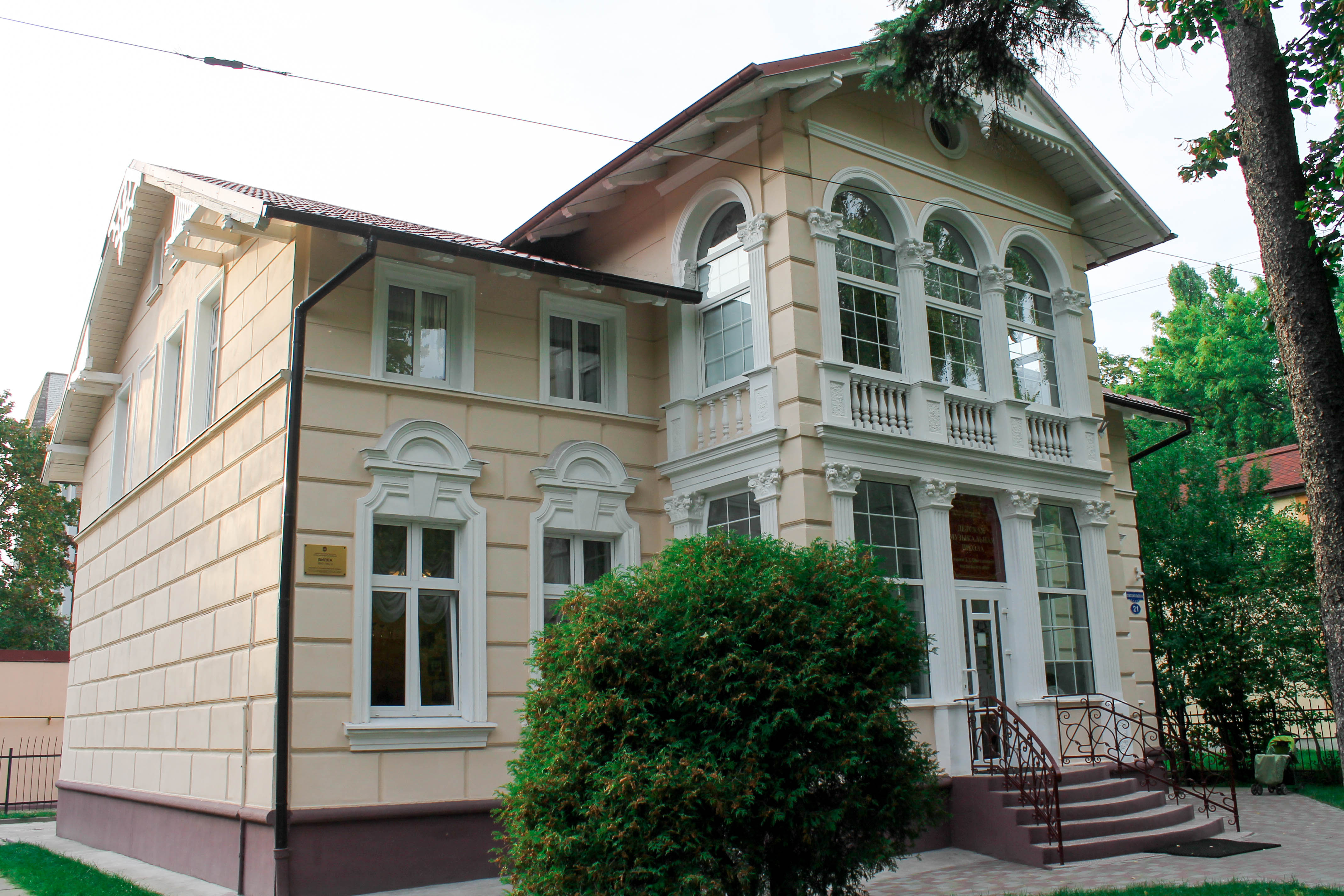
Музыкальная школа (дом 21)

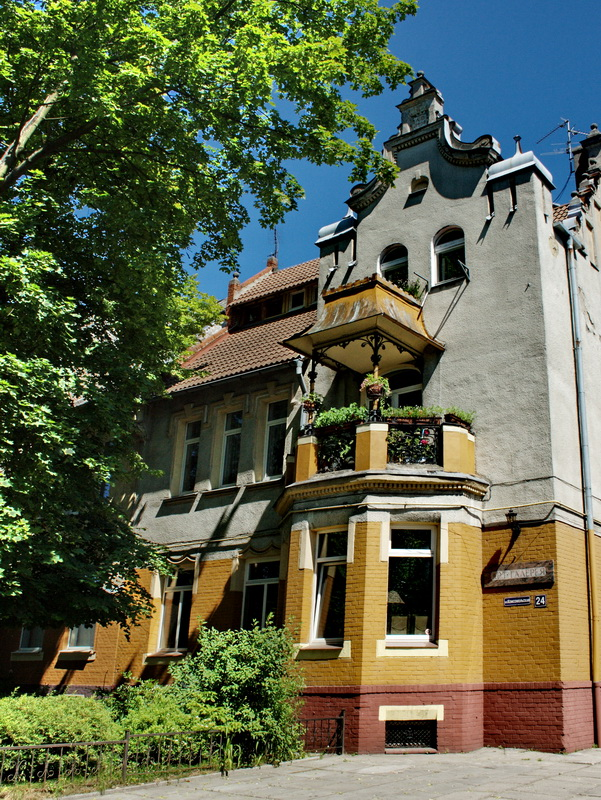
Дом 24/24А

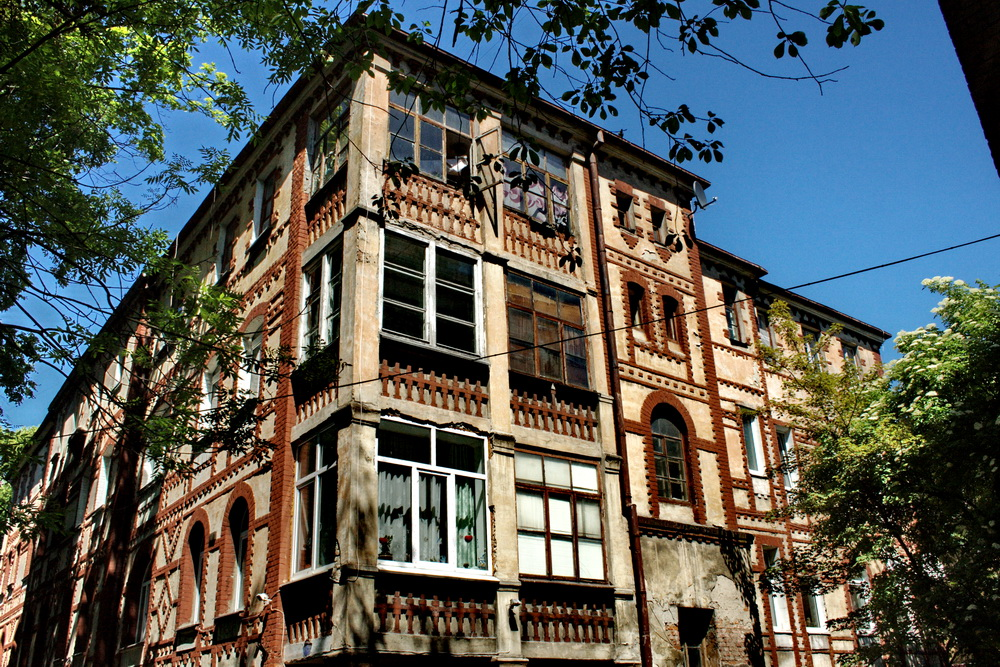
Дом 28-30

На улице Комсомольской расположено множество памятников архитектуры и других примечательных объектов.

### От проспекта Мира до улицы Космонавта Пацаева
Между проспектом Мира и улицей Космонавта Пацаева расположены следующие памятники архитектуры местного (мунициапального) значения, а также вновь выявленные памятники культурного наследия:
- Школа Амброзиус (№ 3).  памятник архитектуры (местного значения). В конце XIX — начале XX века в Восточной Пруссии было построено множество учебных заведений. В 1890 году на Аллее Луизы дом 3 была построена народная школа для девочек имени Иоганны Амброзиус, названная в честь восточно-прусской поэтессы. С 1991 года в здании располагается Детско-юношеский центр. Особенности здания: ступенчатый фронтон, ризалит, а также венчающий и межэтажные карнизы[1]. Здание имеет два этажа и выполнено из красного клинкерного кирпича. Над порталом расположена надпись, выполненная готическим шрифтом: «Johanna Ambrosius Schule» (школа Иоганны Амброзиус). На здании установлена мемориальная доска, посвящённая поэтессе[6].
- Жилой дом (№ 5).  памятник архитектуры (вновь выявленный объект). Здание конца XIX века.
- Жилой дом (№ 12).  памятник архитектуры (местного значения). В 1899 году владелец нескольких доходных домов Эмиль Шобер построил на Алее Луизы трехэтажное здание с мансардной крышей. Здание служило доходным домом, в котором проживало несколько семей. Этажи соединяла центральная лестница с естественным освещением. Архитектор здания неизвестен. Дом сгорел в апреле 1945 года и был восстановлен в 1957 году. Была произведена перепланировка внутренних помещений, не были восстановлены фронтоны ризалитов с вимпергами и козырьки балконов, опиравшиеся на колонны. Особенности здания: угловые ризалиты на лицевом и дворовом фасадах, сандрики оконных проемов, цокольный, межэтажный и венчающий карнизы, а также балконы на ризалитах лицевого фасада[1]. В здании расположено предприятие «Водоканал».
- Жилой дом (№ 14/14А).  памятник архитектуры (вновь выявленный объект). Здание конца XIX века.
- Жилой дом (№ 15).  памятник архитектуры (местного значения). Четырёхэтажное здание было построено в первом десятилетии XX века с соблюдением приемов эклектики. Здание имеет следующие архитектурные особенности: ризалиты, выступающий перспективный портал главного входа, полуциркульная арка и полуколонны портала, межэтажные, подоконные и венчающий карнизы, наличники оконных проемов, отделка первого этажа лицевого фасада под руст, балконы, а также декоративное оформление фасадов[1]. Здание также выделяется высотой — четырёхэтажное строение нарушало концепцию двухэтажной застройки района[6].
- Жилой дом (№ 17).  памятник архитектуры (региональный). Жилой дом под номером 17 (до 1945 — Трехэтажный дом № 15А на Луизеналлее) принадлежит началу XX века. По данным адресной книги Кенигсберга за 1941 год, здание являлось частной собственностью семьи Шнепель, которая проживала в расположенной на первом этаже квартире. Часть первого этажа занимал посудохозяйственный магазин Протца. Квартиры на верхних этажах сдавались в наем жильцам. После 1945 года здание использовалось как жилой дом, с начала 90 годов частично использовалось под офисы. С начала 2000 находилось в аварийном состоянии. В 2008 г. на фасаде здания появилось граффити с портретом русского писателя Л. Н. Толстого, написанное калининградским уличным художником по прозвищу Глеб. В июне 2017 г. помещения дома распроданы с торгов частным владельцам. С июля 2018 на первом этаже находится Арт-Хостел Толстой. С июня 2020 г. в доме открыта кофейня, которая названа в честь писателя «Арт Кафе Толстой».
- Вилла (№ 17А).  памятник архитектуры (вновь выявленный объект). Вилла построена в 1885—1890 годах. Представляет собой одно из хорошо сохранившихся зданий в стиле модерн. На первом этаже имеется три помещения. Несколько штукатурных лент, встроенных в красную кирпичную кладку виллы, придают ей более широкий горизонтальный вид. Оригинальная крыша с башней над лестничной клеткой, должно быть, была заменена на более плоскую[1].
- Вилла (№ 19).  памятник архитектуры (региональный). Вилла представляет собой классический тип периода грюндерства: на первом этаже три помещения, использовавшиеся как столовая, салон и жилая комната. Двухэтажное здание из красного кирпича расчленено асимметрично выступами и выемками. Крыша, имеющая по всем сторонам вальмовую форму, по южной стороне доведена до верха деревянной веранды. Маленькая башня произрастает над лестничной клеткой из крыши. По фасадной стороне установлен маленький фахверковый фронтон. В остальном дом обходится, если не считать маленького фриза под водосточным карнизом, без форм украшения[1].
- Высшая школа для девочек (№ 20).  памятник архитектуры (вновь выявленный объект). В здании конца XIX века располагалась высшая школа для девочек имени Иоганна Вольфганга Гёте (Oberschule für Mädchen, Goethe-Schule). Впоследствии школа переехала в новое здание на Фридрихштрассе (ныне улица Томская, дом 21)[7].
- Вилла (№ 21).  памятник архитектуры (региональный). Построенная в 1900 году вилла хорошо сохранилась. На среднем ризалите находятся пилястры с коринфскими колоннами и ионическими капителями, три полукруглые арки образуют завершение. Плоский фахверковый фронтон указывает на романтический стиль, размещённые по сторонам окна занимают не только арки посередине, но и закруглённые переходы к обрамлениям[1]. Сейчас в вилле размещается детская музыкальная школа имени Д. Д. Шостаковича.
- Жилой дом (№ 24/24А).  памятник архитектуры (региональный). Жилой дом под номером 24 был построен в 1906 году, о чём говорит надпись в верхней части щипца. Здание относится к стилю модерн с элементами романтизма — оконные проёмы имеют позднеготическое завершение. Под крышей находится гаргулья — декорация, имеющая отношение к готике. Помимо готики на фасаде заметны элементы ренессанса — ажурные щипцы главного и бокового фасадов в правой части здания. Балкон, декорированный коваными элементами, имеет черты модерна. Справа к зданию пристроена полубашенка с парадной лестницей[8].
- Жилой дом (№ 26).  памятник архитектуры (вновь выявленный объект). Здание конца XIX века.
- Жилой дом (№ 28—30).  памятник архитектуры (местного значения). Четырёхэтажное здание было построено на рубеже XIX—XX веков стиле модерн. Автор проекта неизвестен. Среди особенностей здания ризалиты, декоративное оформление фасадов в виде геометрических фигур, лоджии с парапетами, пилястры на лоджиях, рустованные вертикальные угловые бордюры на уровне цокольного этажа, а также межэтажные, подоконные и венчающие карнизы[1]. Над входом между окнами третьего этажа видны очертания заштукатуренной шестиконечной звезды[6].

### От улицы Космонавта Пацаева до улицы Карла Маркса

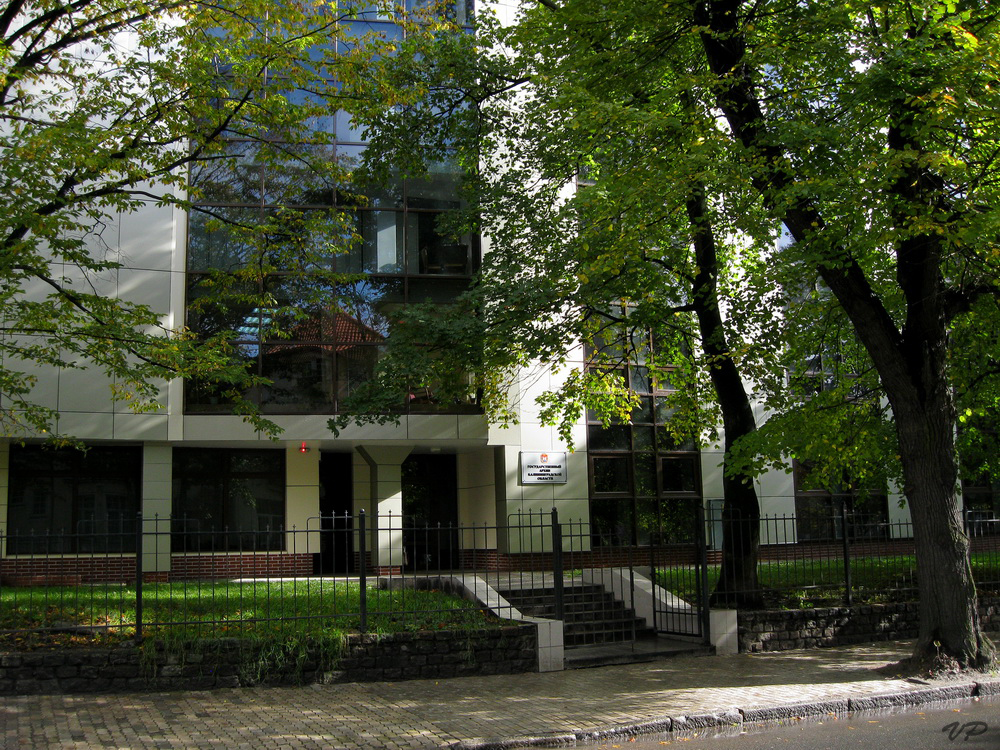
Здание архива (дом 32)

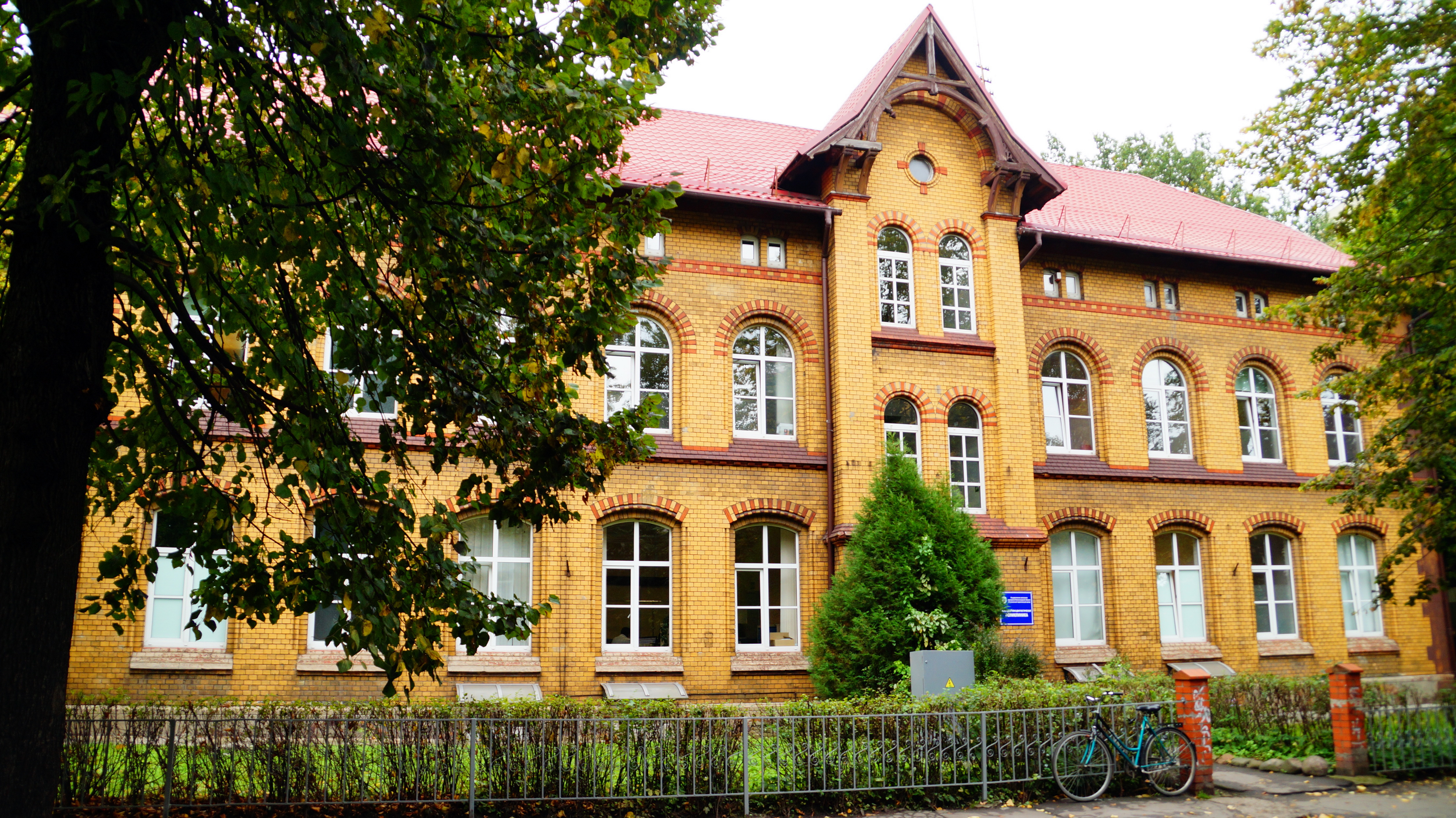
Дом 36

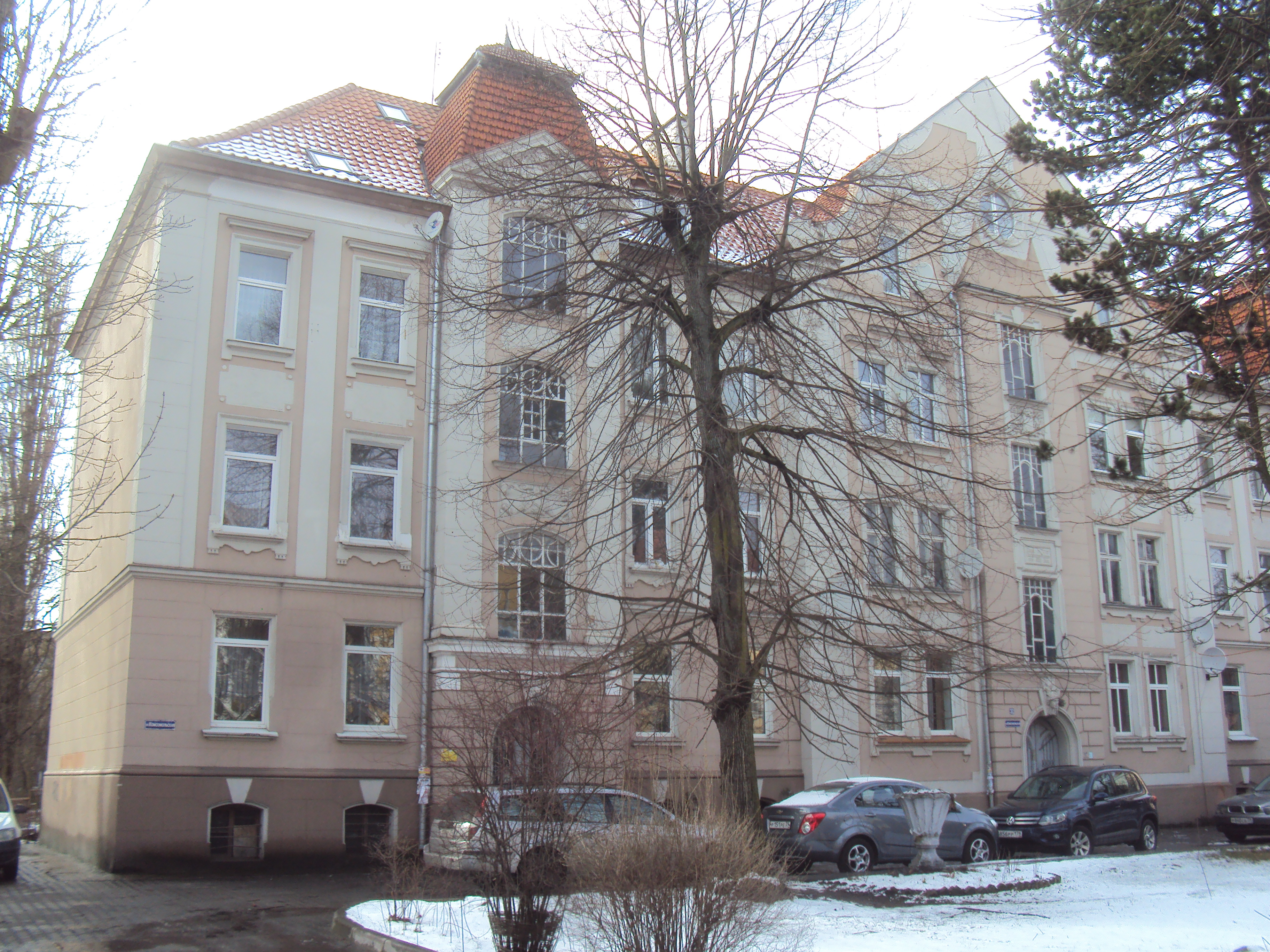
Дом 37-39

- Вилла (№ 31/31А).  памятник архитектуры (вновь выявленный объект). Дом 31/31А представляет собой здание в стиле модерн, построенное в 1906 году. В период Второй мировой войны и восстановительных работ вилла лишилась части своей крыши и значительной части декора. В настоящее время в здании располагается Уставный суд Калининградской области[9]. С 1963 по 1976 год в здании размещался областной архив.
- Областной архив (№ 32). В доме номер 32 расположен областной архив. Архив был учреждён в 1949 году. Изначально размещался в подвале бывшей столовой Управления МВД, потом был переведён на Комсомольскую 31, в 1976 году переведён в специальное здание[10]. К 65-летию архива в здании была организована экспозиция о становлении архивного дела в области и воссоздано рабочее место архивиста 50-х годов.
- Жилой дом (№ 33).  памятник архитектуры (вновь выявленный объект). Здание начала XX века.
- Жилой дом (№ 35).  памятник архитектуры (местного значения). Четырёхэтажное здание было построено в начале XX века. Автор проекта не установлен. Среди особенностей здания ризалиты, межэтажные, подоконные и венчающие карнизы, сандрики, барочное оформление главного входа, балконы, оформление интерьеров[1].
- Жилой дом (№ 36).  памятник архитектуры (региональный). Вытянутое двухэтажное здание выполнено из жёлтого клинкерного кирпича. По круглым аркам окон располагаются украшения в виде тёмного клинкера. Лестничная клетка чуть выдвинута и завершается наверху фахверковым фронтоном[1]. Именно в начале XX века фахверк переживал в Европе новый расцвет благодаря средневековому колориту и эффекту натуральности используемых материалов[6]. После Второй мировой войны здание использовалось как роддом, а потом как центр спортивной медицины и больничной гимнастики (диспансер)[1]. В здании расположен центр планирования семьи и репродукции.
- Жилой дом (№ 37—39А).  памятник архитектуры (региональный). По адресу 37—39А расположен трёхэтажный дом 1903 года постройки. Здание было построено для конопакского купеческого приюта (Konopackische Kaufmanns-Stift) и представляет собою редкий пример подобного общественного учреждения, выстроенного не по готическим канонам. Щипец центрального фасада имеет черты везерского ренессанса и барокко. Над дверью расположен барельеф в виде головы бога Меркурия. Фасад украшен множеством разных лепных элементов. Лестницы не вынесены за пределы общего массива здания, но над боковыми парадными всё равно возвышаются декоративные башенки с черепицей. Двустворчатые входные двери декорированы коваными решётками с флоральными мотивами[8].
- Жилой дом (№ 38—40).  памятник архитектуры (местного значения). Двухэтажное с мансардой здание было построено в период до 1914 года, до Первой мировой войны. Автор проекта не установлен. Среди особенностей здания ризалиты, портики входов в подъезды с крыльцом, колоннами, балюстрадой и антаблементом, лоджии лицевого фасада, фронтон центрального ризалита с антаблементом и 6 колоннами смешанного типа, сандрики в виде фронтонов с пилястрами на окнах второго этажа лицевого фасада, эркеры, лизены, балконы дворового фасада на полуколоннах, рустованное оформление цоколя, межэтажные и венчающие карнизы, интерьер подъезда, внутренняя лестница с коваными перилами[1]. Здание строилось и используется как многоквартирный жилой дом[6].
- Жилой дом (№ 41).  памятник архитектуры (вновь выявленный объект). Здание начала XX века построено с преобладанием черт необарокко и неоклассицизма. В здании расположен калининградский филиал Российского университета кооперации.
- Жилой дом (№ 42).  памятник архитектуры (вновь выявленный объект). Здание начала XX века.

### От улицы Карла Маркса до улицы Молочинского

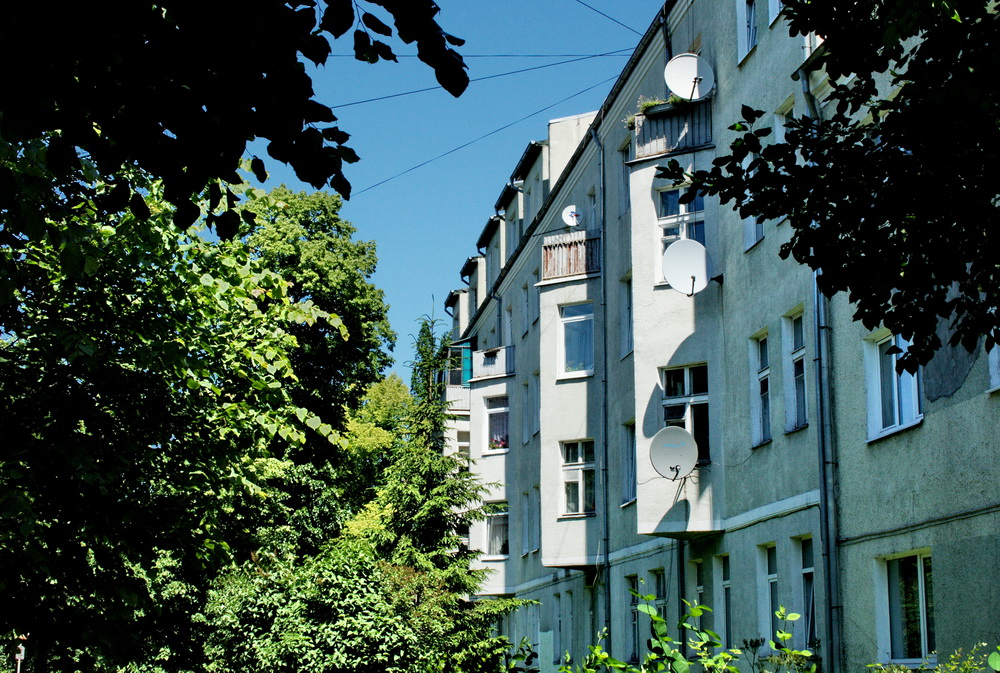
Дом 40

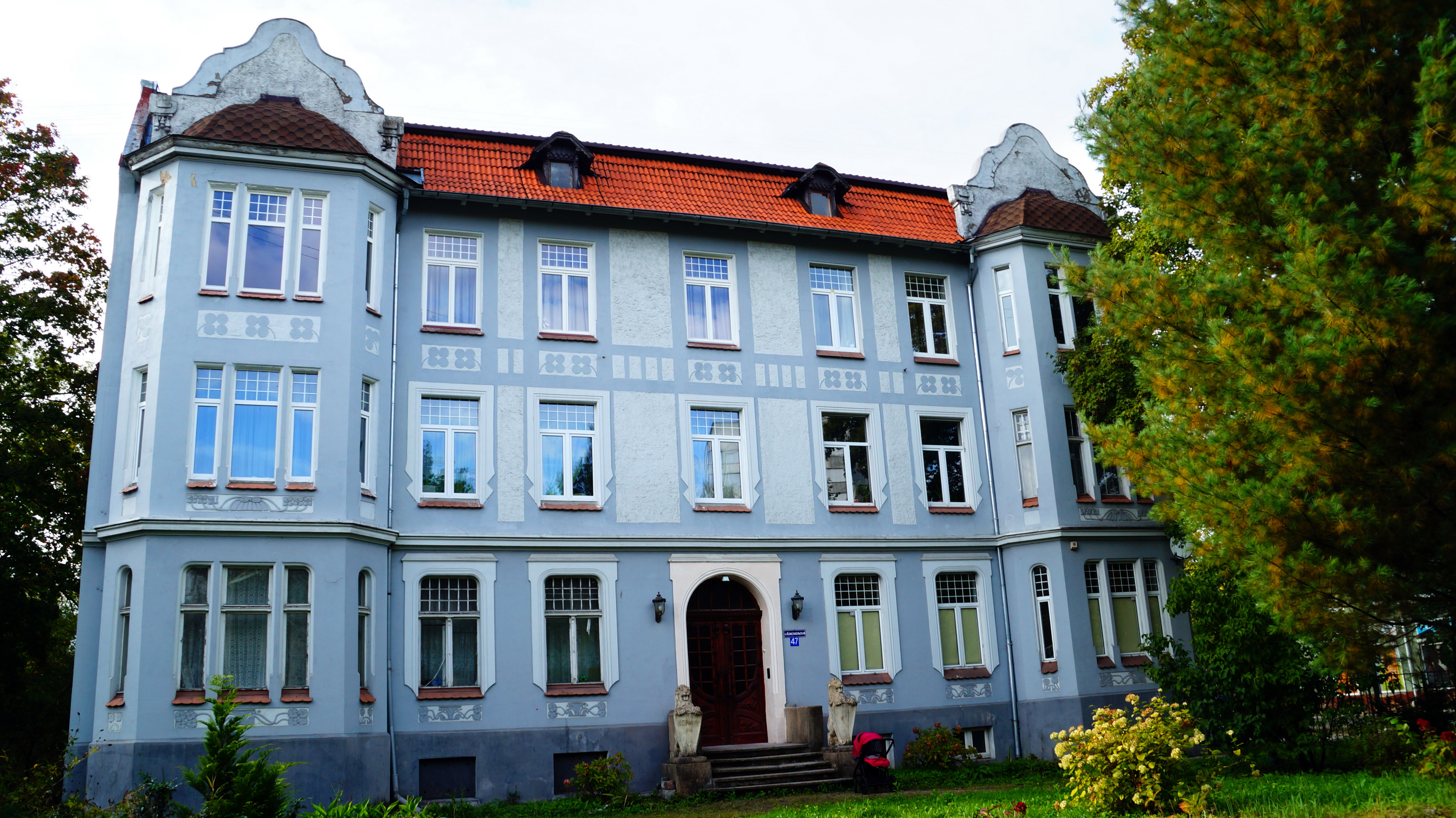
Дом 47

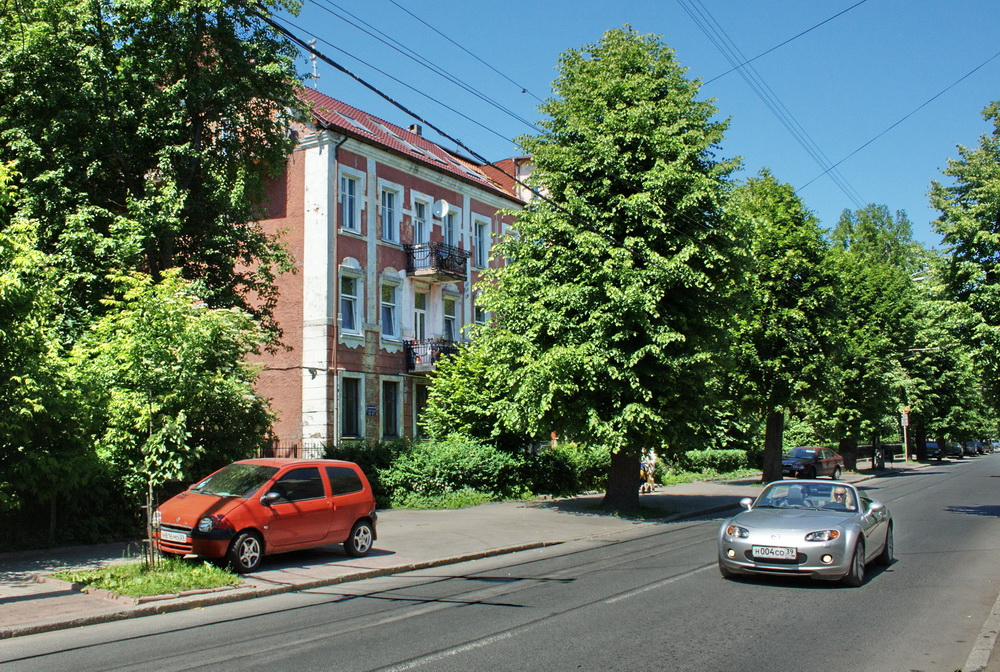
Дом 53

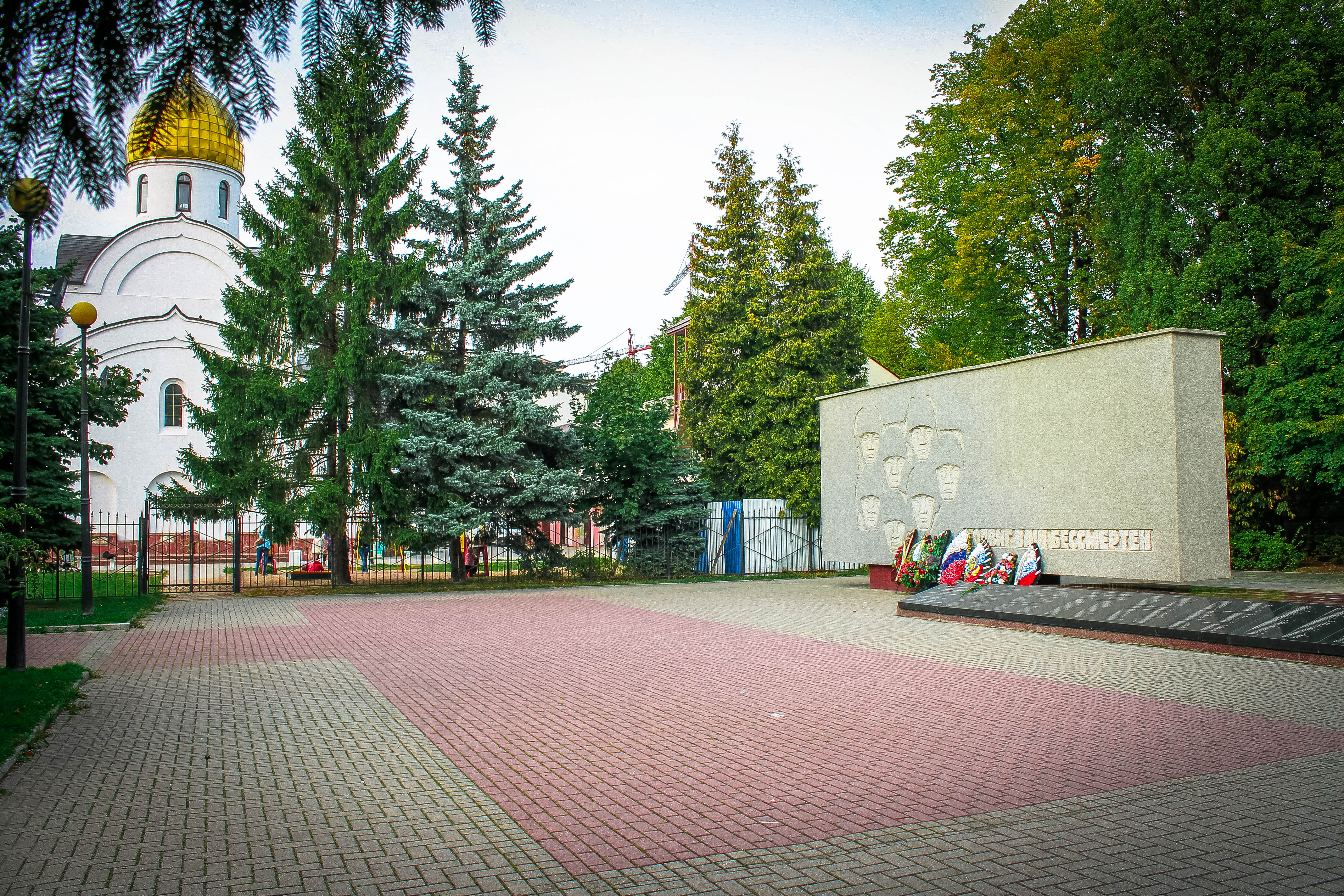
Мемориал и церковь

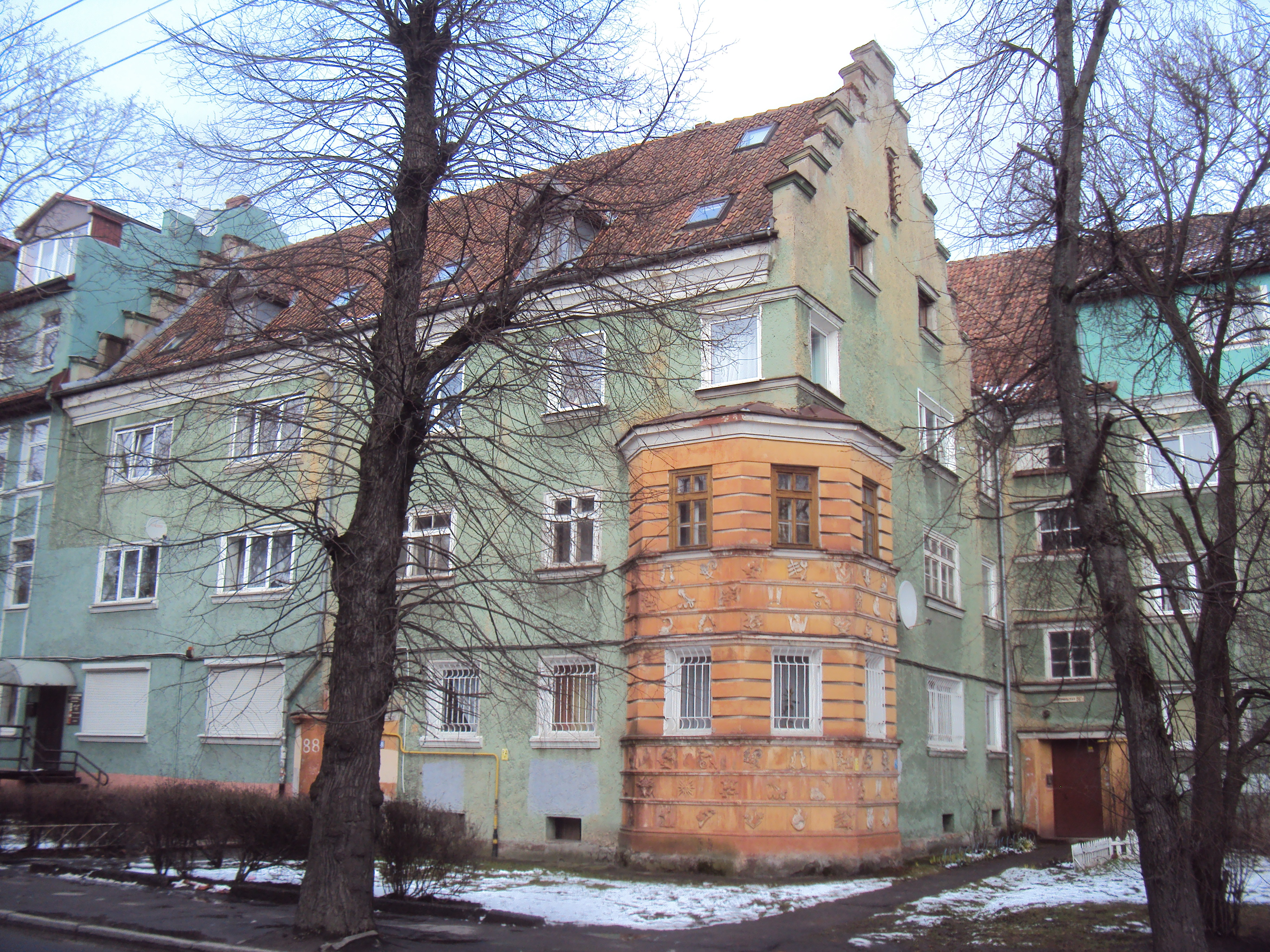
Западная сторона дома 80-88

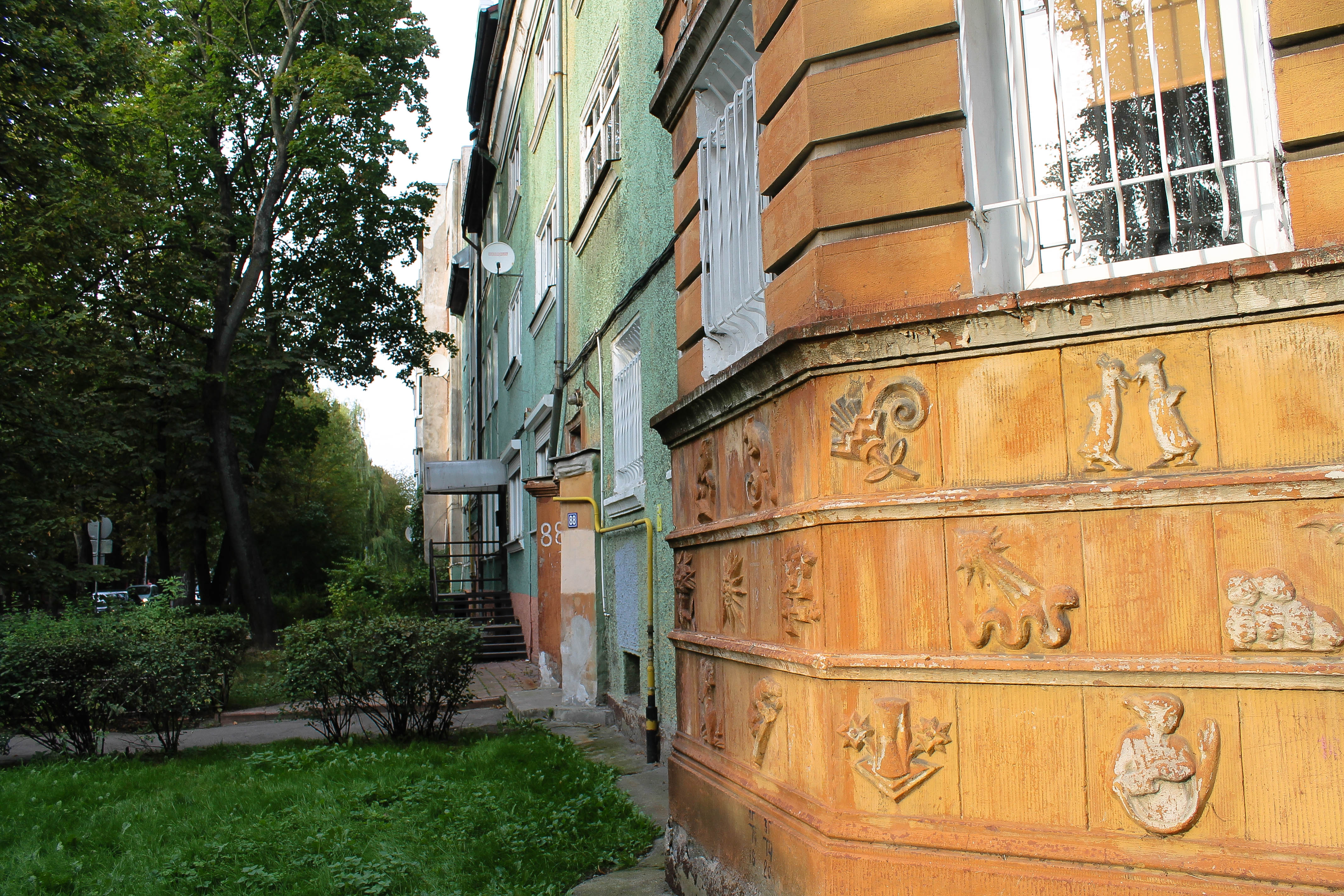
Барельефы дома 80-88 (западная сторона)

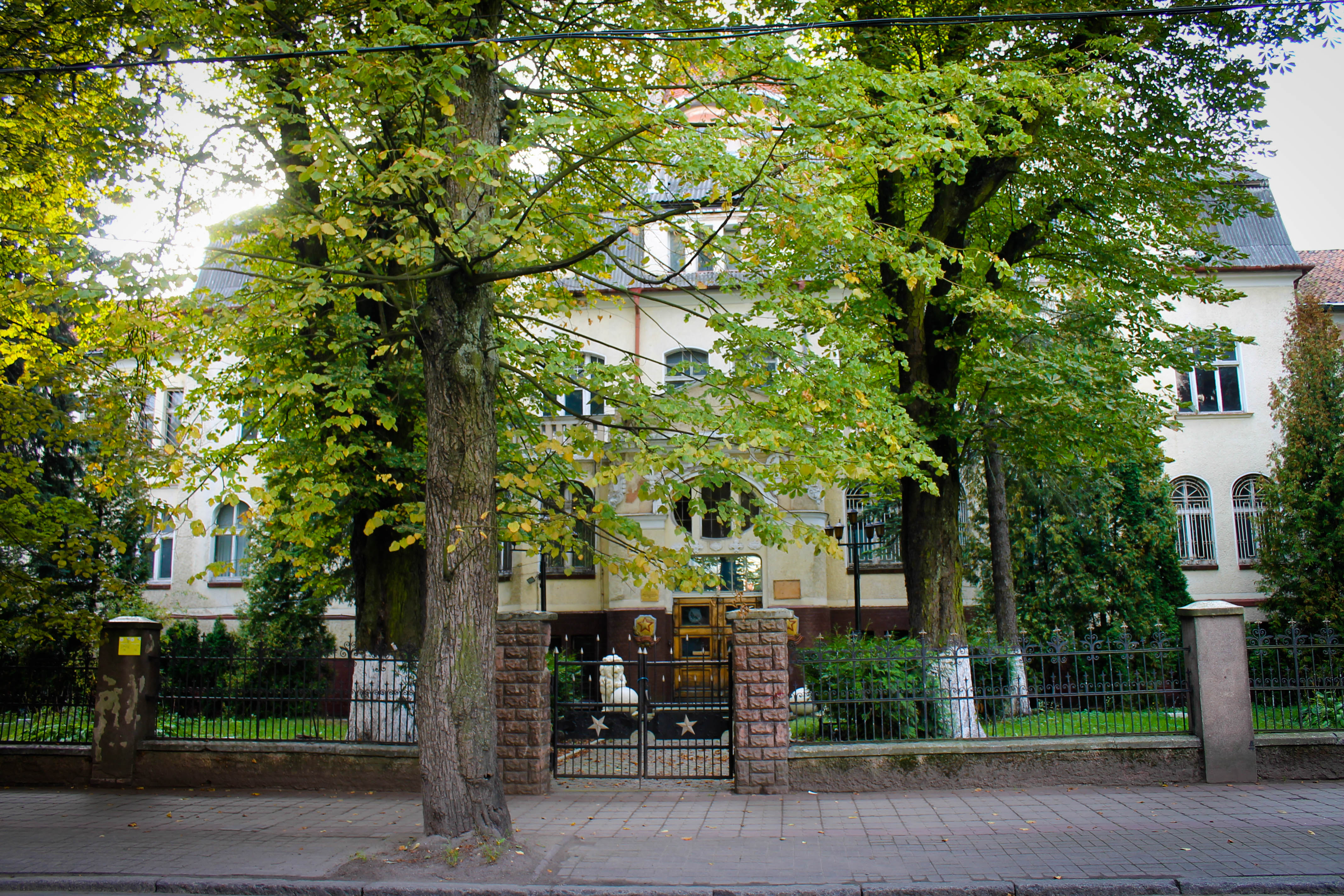
Здание заведения для слепых (дом 95А)

- Жилой дом (№ 47).  памятник архитектуры (региональный). Дом с двумя каменными скульптурами львов у входа был построен в 1905 году и является примером типичного жилого дома эпохи модерн. Лаконичные флоральные барельефы фасада, расстекловки, и двери соответствует канонам. Исключение составляют перила лестниц из деревянных балясин в стилистике конца XIX века. Здание сохранило оригинальную входную дверь. На одном из скульптур львов на щите выбита надпись Gronau 1928. По адресной книге 1935 года зданием владел Хьюго Гронау, сдававший квартиры[2]. Скульптуры были созданы одновременно со строительством здания, в 1905 году[6].
- Жилые дома (№ 53—61).  памятник архитектуры (вновь выявленный объект). Здание относятся к началу XX века.
- Мемориальный комплекс. В сквере (возле дома 64А) находится братская могила, в которой захоронено более 630 воинов, в том числе три Героя Советского Союза: младший сержант Г. П. Головенский, рядовой И. И. Дворский, младший лейтенант А. М. Яналов. Памятник был установлен в 1950 году. В августе 1969 года было произведено перезахоронение могил на Советском проспекте, Каштановой аллее и улице Красной на улицу Комсомольскую. Мемориальный комплекс открыт 30 октября 1969 года. Авторами проекта выступили архитектор В. Еремеев, скульпторы М. Дуниман и И. Гершбург[11]. Братская могила и мемориальный комплекс являются памятниками истории[12].
- Андреевская церковь (№ 64). В сквере также расположен действующий православный храм Святого апостола Андрея Первозванного. Церковь была заложена в 2005 году и освящена в 2007 году. Настоятелем храма являлся митрополит Кирилл[13] (позднее ставший патриархом Московским и всея Руси).
- Лицей № 49 (№ 67). В здании располагается муниципальное автономное общеобразовательное учреждение Лицей № 49 имени трёхкратного кавалера ордена Мужества В. В. Бусловского. Лицей основан в 1966 году.
- Жилой дом (№ 80—88).  памятник архитектуры (региональный). Под номером 80-88 расположен трёхэтажный жилой дом 1926 года постройки. После Первой мировой войны Восточная Пруссия переживала экономический кризис, в результате вместо вилл возводились преимущественно многосемейные дома[6]. 3 из 5 домов отстоят на 12 м вглубь от красной линии улицы и образуют двор с парком. Торцевые стены двух домов, стоящих около улицы, имеют высокий ступенчатый фронтон, по выходящей на улицу стороне на углу примыкает двухэтажный крытый балкон, стены которого имеют различные горизонтальные деления. Между делениями встроено множество маленьких символических фигур из штукатурки. В отличие от жилого квартала № 49 — 61, где окна имеют форму стоячих прямоугольников, а нижние оконные створки состоят из нерасчленённых стоячих прямоугольников, построенный на 20 лет позже дом № 80 — 88 имеет окна лежачей формы, разделенные поперечинами, из-за которых и отдельные оконные створки превращаются в лежачие формы[1].

### Комплекс зданий восточно-прусского заведения для слепых (№ 87—95)
В 1909 году по проекту земельного советника по строительству Вильгельма Варрентрапа был построен комплекс зданий для восточно-прусского заведения для слепых. В советское время здания использовались штабом гарнизона. Затем комплекс был разделён. В частности, в одном из зданий разместилась баня (дом 91), в другом — дом ветеранов (дом 93). В 2015 году было построено новое девятиэтажное здание дома ветеранов.
- памятник архитектуры (утраченный). В доме № 87 было расположено здание швейной фабрики, в подвале находилось интернет-кафе. В 1992 году комплекс зданий был включен в «Список памятников истории и культуры Калининградской области, вновь выявленных для постановки на государственный учёт». В 2007 году постановлением № 132 «Об объектах культурного наследия регионального и местного значения» (редакция 2008 года) был утверждён новый список объектов культурного наследия, согласно которому дом номер 87 уже не являлся памятником. В 2011 году начался снос столетнего здания[14].
- памятник архитектуры (региональный). Под номером 95А находится здание, представляющее собой двухэтажный комплекс с различными формами крыш и фронтонов, с многочисленными башенками и карнизами. Здание отделано во время заканчивающегося югендстиля, когда даже простой декор связывался с формами барокко. В различных флигелях располагались приюты для мужчин и женщин, спальные комнаты для мальчиков и девочек (всего на 500 персон), а также помещения для занятий (с подготовительным классом) для мальчиков и девочек, классы для занятия музыкой, гимнастический зал, актовый зал и мастерские. Во время Второй мировой войны здание находилось в зоне уличных боев и пострадало от прямого попадания снарядов, однако восстановительные работы позволили сохранить его в хорошем состоянии[15].
- Перед зданием 95А в 2000 году был установлен бронзовый бюст дважды Героя Советского Союза Маршала Советского Союза Рокоссовского Константина Константиновича, командующего 2-м Белорусским фронтом в период проведения Восточно-Прусской операции[16]. В том же году был установлен бронзовый бюст Героя Советского Союза генерала армии Галицкого Кузьмы Никитовича, командующего 11-й гвардейской армией в период проведения Восточно-Прусской операции[17].

## Пересекающие улицы
Комсомольская улица имеет пересечения со следующими улицами:
- Проспект Мира
- Улица Ермака
- Улица Космонавта Пацаева
- Улица Чайковского
- Улица Карла Маркса
- Фестивальная аллея
- Улица Чернышевского
- Улица Лейтенента Яналова
- Улица Щорса
- Улица Чекистов
- Улица Молочинского
- Улица Маршала Борзова

## Транспорт
В Кёнигсберге между вокзалом и Аллеей Луизы существовало регулярное трамвайное сообщение. Линия имела сине-жёлтое цветовое обозначение. Интервал движения составлял 10 минут.
В Калининграде трамвайный маршрут номер 5 проходит по Фестивальной Алее и делает остановку у Комсомольской улицы. Через улицу также проходят многочисленные автобусные маршруты.